# Philip Schaff

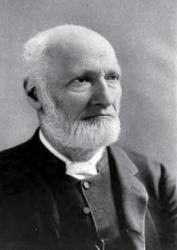
Philip Schaff (1880er Jahre)

Philip Schaff  (getauft am 12. Januar 1819 in Chur; † 20. Oktober 1893 in New York) war ein in der Schweiz geborener und in Deutschland ausgebildeter protestantischer Theologe und Kirchenhistoriker, der nach seiner Ausbildung in den Vereinigten Staaten lebte und lehrte.

## Lebenslauf
Philip Schaff wurde in Chur geboren und am Gymnasium in Stuttgart ausgebildet. Ein Ereignis, das seine Frömmigkeit lebenslang prägte, war eine Erweckung, die er als 15-Jähriger in der Evangelischen Brüdergemeinde in Korntal erlebte.
An den Universitäten Tübingen, Halle und Berlin wurde er nacheinander von Ferdinand Christian Baur, August Tholuck und Julius Müller, David Friedrich Strauß und vor allem von August Neander beeinflusst. In Berlin bestand er im Jahr 1841 das theologische Examen und legte die Prüfungen für eine Professur ab. Danach reiste er als Lehrer von Baron Krischer durch Italien und Sizilien. Im Jahre 1842 war er Privatdozent an der Universität von Berlin, wo er Exegese und Kirchengeschichte lehrte. 1843 wurde er als Professor für Kirchengeschichte und biblische Schriften an das Deutsche Reformierte Theologische Seminar von Mercersburg in Pennsylvanien berufen, das damals das einzige theologische Seminar dieser Kirche in Amerika war.
Auf seinem Weg dorthin blieb er eine Zeitlang in England und traf dort mit Edward Pusey und anderen Traktarianern zusammen. Seine Antrittsrede Das Prinzip des Protestantismus, die er 1844 in deutscher Sprache in Reading in Pennsylvanien hielt und die in Deutsch mit einer englischen Version von John Williamson Nevin veröffentlicht wurde, war eine Pionierarbeit in Englisch auf dem Gebiet der Bekenntnisschriften (also der autoritativen kirchlichen Formulierung religiöser Lehrsätze in Glaubensbekenntnissen). Diese Rede und die „Mercersburger Theologie“, die er lehrte, erschien einigen zu pro-katholisch, so dass er angeklagt wurde, eine Häresie zu verbreiten. Aber auf der Synode in York 1845 wurde er einstimmig freigesprochen.
Schaffs weite Anschauungen beeinflussten die Deutsch-Reformierte Kirche stark durch seine Lehrtätigkeit in Mercersburg, durch seine Meisterschaft in der englischen Sprache in den Deutsch-Reformierten Gemeinden und Schulen in Amerika, durch sein Gesangbuch (1859), durch seine Arbeit als Vorsitzender des Komitees zur Vorbereitung einer neuen Liturgie und 1863 durch die Herausgabe des Heidelberger Katechismus. Seine Geschichte der apostolischen Kirche (deutsch 1851; englisch 1853) und seine Geschichte der christlichen Kirche (7 Bände, 1858–1890) leiteten in Amerika eine neue Periode des Studiums der Kirchengeschichte ein.
1854 besuchte er Europa als Repräsentant der deutschen Gemeinden in Amerika beim Kirchentag in Frankfurt am Main und auf der Schweizer Pastorenkonferenz in Basel. Er lehrte in Deutschland über Amerika und erhielt den Doktor der Theologie von der Universität Berlin.
Als Folge der Verwüstungen des Amerikanischen Bürgerkrieges wurde das Theologische Seminar in Mercersburg eine Zeitlang geschlossen. Dadurch wurde Dr. Schaff 1863 Sekretär des Sabbat-Komitees in New York, das sich gegen den „kontinentalen Sonntag“ einsetzte. Diese Stellung hatte er bis 1870 inne. 1865 gründete er die erste deutsche Sonntagsschule in Stuttgart. 1862–1867 lehrte er Kirchengeschichte in Andover.
Schaff war Mitglied der Historischen Gesellschaft Leipzig, der Historischen Gesellschaft der Niederlande und anderer historischer und literarischer Vereinigungen in Europa und Amerika. Er war einer der Gründer und Ehrensekretär des amerikanischen Zweiges der Evangelischen Allianz und wurde 1869, 1872 und 1873 nach Europa gesandt, um die Gesamtkonferenz der Allianz zu organisieren, die nach zwei Verschiebungen wegen des Deutsch-Französischen Krieges 1873 in New York stattfand. Ebenso war Schaff 1871 einer der Delegierten der Allianz, die den russischen Kaiser um Religionsfreiheit für seine Untertanen in den baltischen Provinzen baten.
1870 wurde er Professor am Theologischen Seminar in New York, wo er zuerst den Lehrstuhl für theologische Enzyklopädie und christliche Bekenntnisse bis 1873 innehatte, dann Hebräisch und verwandte Sprachen bis 1874, Heilige Schrift bis 1887 und schließlich Kirchengeschichte bis zu seinem Tode 1893. Außerdem war er als Präsident des Komitees tätig, das die „American Standard Version“ der Bibel übersetzte, er starb aber, bevor diese 1901 veröffentlicht wurde.
Seine Geschichte der christlichen Kirche ähnelt dem Werk von Neander, ist aber weniger biographisch und ist mehr bildhaft als philosophisch. Er schrieb auch Biographien, Katechismen und Gesangbücher für Kinder, Handbücher religiöser Lyrik, Vorträge und Essays über Dante usw. Er übersetzte Johann Jakob Herzogs Realenzyklopädie für protestantische Theologie und Kirche ins Englische.
Durch die Mitarbeit in der Evangelischen Allianz und dem Weltparlament der Religionen in Chicago 1893, sowie in Deutschland durch die Monatsschrift Kirchenfreund bemühte er sich ernsthaft, die Einheit und Vereinigung der Christen zu fördern. Seine Hoffnung war, der Papst würde das Dogma der Unfehlbarkeit aufgeben und eine Wiedervereinigung der Christen durchführen. Er erkannte, dass er ein „Vermittler zwischen deutscher und anglo-amerikanischer Theologie und Christentum“ war.

## David Schaff
Sein Sohn David Schley Schaff (1852–1941) war Professor der Kirchengeschichte am Lane Theological Seminary von 1897 bis 1903 und nach 1903 am Western Theologischen Seminar in Allegheny. Er schrieb einen Kommentar zur Apostelgeschichte (engl. 1882) und Life of Philip Schaff  (1897). Ein anderes Werk ist sein Through the Bible Lands: Notes of Travel in Egypt, the Desert and Palestine von 1878.

## Schriften
- History of the Christian Church in 8 Bänden
- A Library of Religious Poetry. A Collection of The Best Religious Poems of all Ages and Tongues, London etc. 1881.
- Creeds of Christendom, with a History and Critical Notes. 3 Bände, 1877–1882.
- The Creeds of the Evangelical Protestant Churches
- The Schaff-Herzog Encyclopedia of Religious Knowledge. Hrsg. Schaff. Amerikanische Ausgabe der deutschen Realenzyklopädie für protestantische Theologie und Kirche von Johann Jakob Herzog
- Ante-Nicene Fathers, zwei Serien der Nicene and Post-Nicene Fathers in 38 Bänden. Hrsg. Schaff et al.